# 马里亚·福尔图尼
马里亚·福尔图尼·马尔萨尔（加泰隆尼亞語發音：[məɾiˈa fuɾˈtuɲ]；1838年6月11日—1874年11月21日），西班牙语称马里亚诺·福尔图尼，是19世纪西班牙画家。他是欧洲最早的一批现代主义艺术家之一，也是当时在巴黎和罗马知名的西班牙加泰罗尼亚画家。

## 生平
1838年出生于塔拉戈纳省雷烏斯。9岁时开始参加绘画兴趣课程。11岁时母亲不幸死于霍乱疫情，父亲不得不关掉木匠铺，离开家乡前往巴塞罗那，临走前将他交给了祖父养育。为了谋生，他开始在家乡做巡回木偶戏演出，后来在学校学习过油画、水彩画和金银制品手艺。
14岁时和祖父一同前往巴塞罗那。在那里，他受到了雕塑家多米尼克（Domènec Talarn）的推荐，得以在巴塞罗那省立美术学校（Escola de la Llotja）学习绘画。师从克劳迪·洛伦萨雷，并深受德国新古典主义画家奥韦尔贝克的影响。
1857年获得獎學金，前往罗马学习。1860年，他来到摩洛哥，亲身经历了西班牙-摩洛哥战争中的得土安战役，并用油画将战争场面重现。

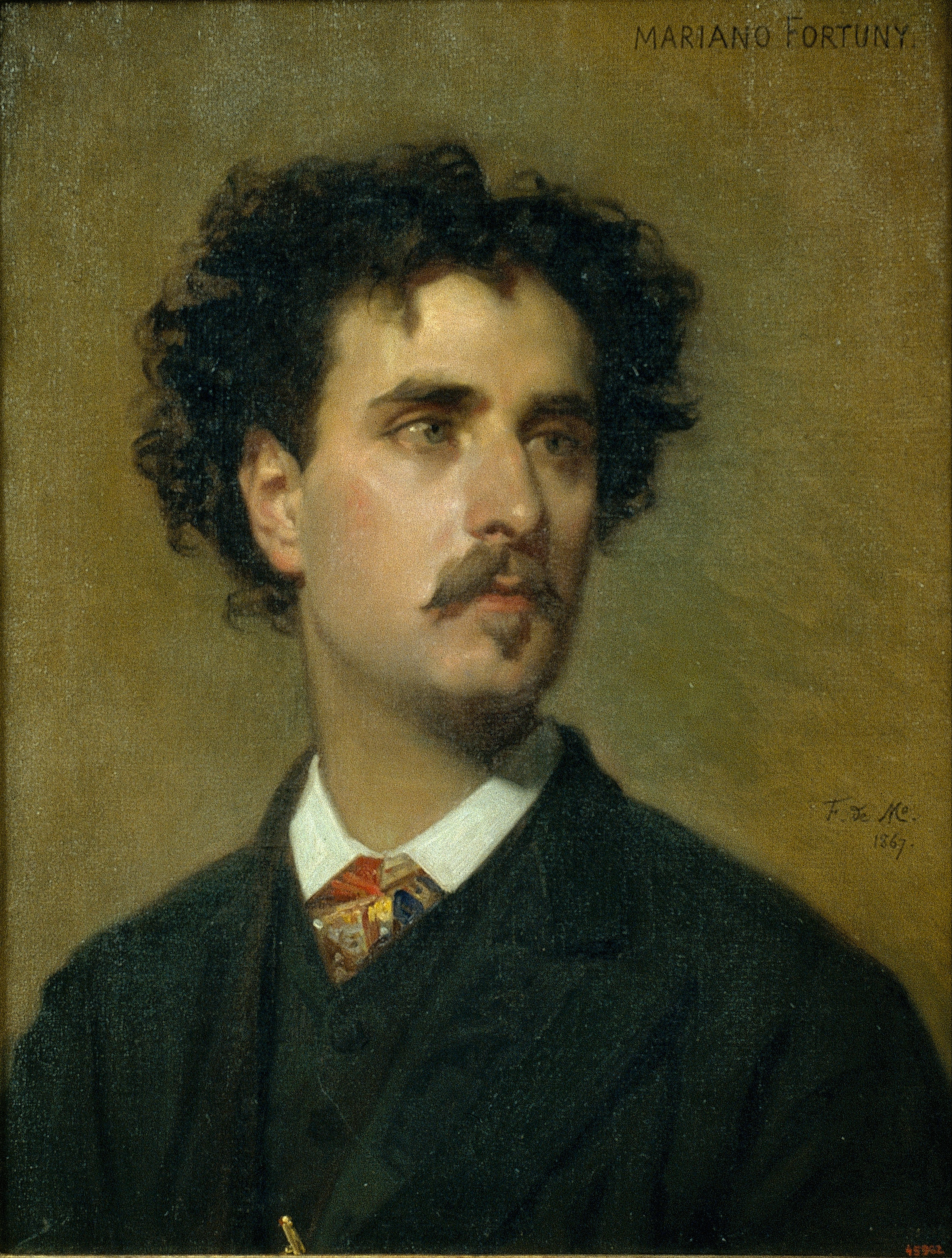
1867年的福尔图尼，费德里科·马德拉索绘

从战争归来后，他来到马德里，遇到了当时普拉多博物馆馆长费德里科·马德拉索，不久后娶了馆长女儿塞西莉亚为妻。1866年，他前往巴黎，与当时欧洲最大的画廊——古比尔公司签订了售画合同。1870年，他和家人搬到了格拉纳达，开始了新的绘画阶段。1871年，儿子马里亚·福尔图尼·马德拉索在格拉纳达出生，后来成为了知名的时尚设计师。
1874年夏，他前往那不勒斯等地，遇到了海梅·莫雷拉等年轻的画家。1874年11月因胃慢性病和疟疾在罗马逝世，享年36岁。他被埋葬在圣老楞佐墓地，陪葬品是一块生前使用的调色板、一支画笔和完成的最后一幅画。

## 影响
马里亚·福尔图尼是当时西班牙最著名的画家之一，声名远扬欧洲和美国。如今，他的画作分散在马德里普拉多博物馆、加泰罗尼亚国家艺术博物馆、英国国家美术馆、纽约大都會藝術博物館和波士顿美術館等地。

## 作品集

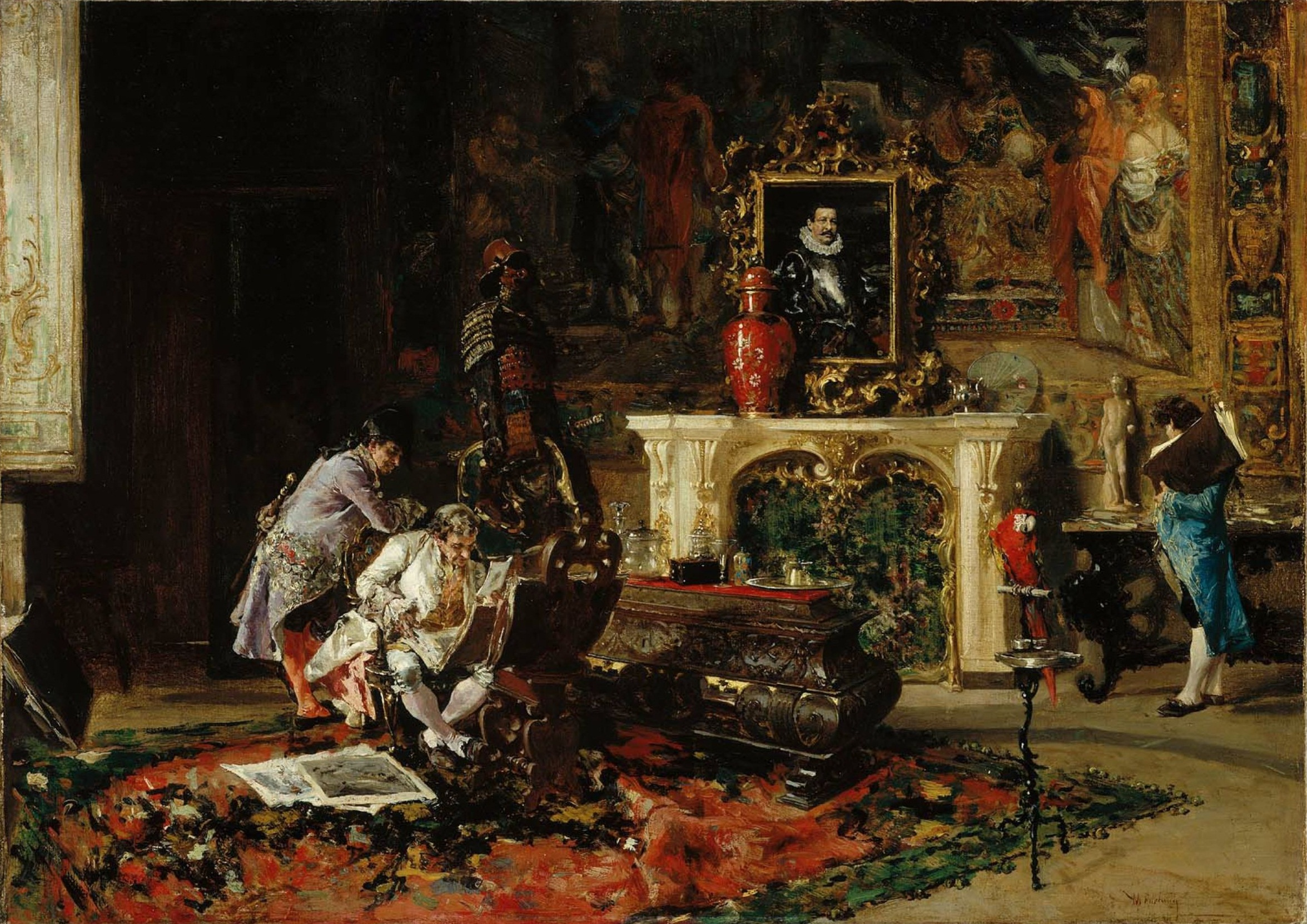
邮票收藏家（El col·leccionista d'estampes），1863年，收藏于波士頓美術館
西班牙式婚礼（La vicaría），1870年，收藏于加泰罗尼亚国家艺术博物馆
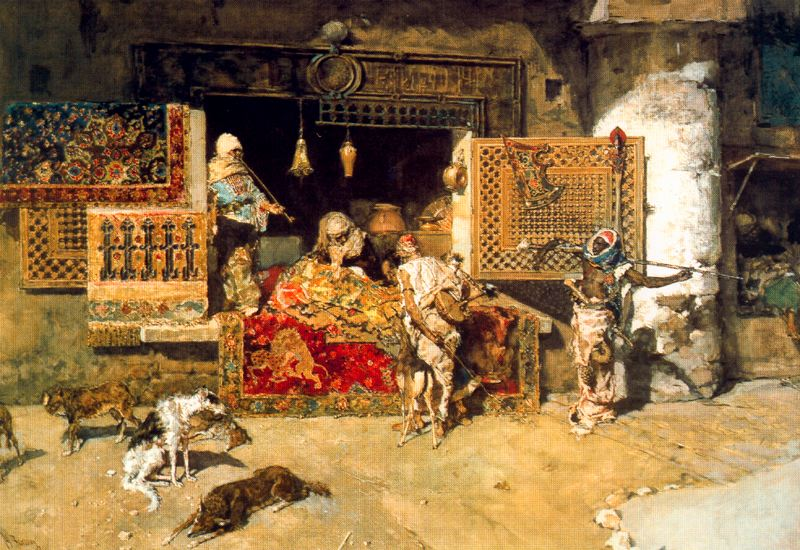
挂毯卖家（El venedor de tapissos），水彩画，1870年，收藏于蒙塞拉特博物馆

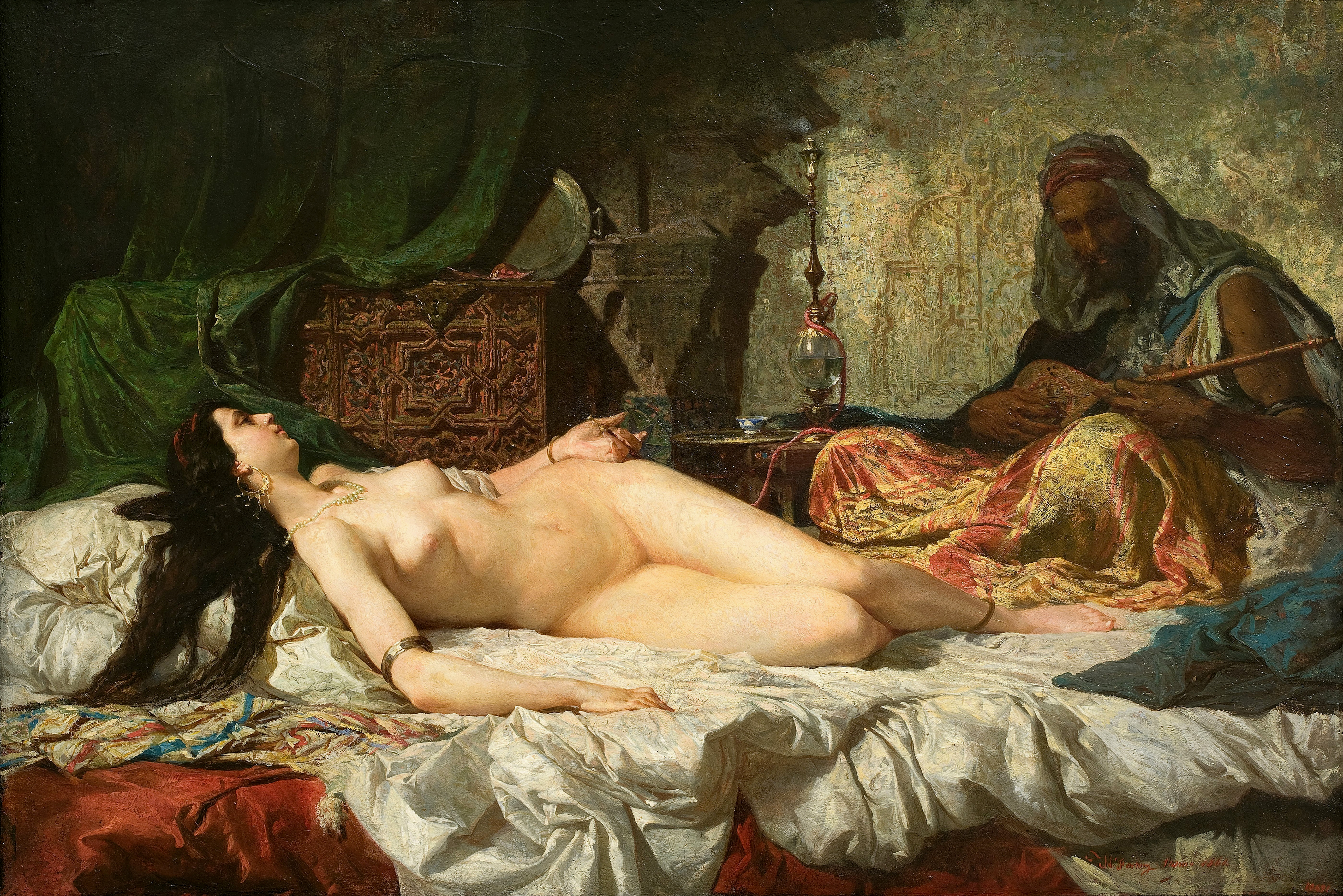
宮女（La odalisca），1861年，收藏于加泰罗尼亚国家艺术博物馆
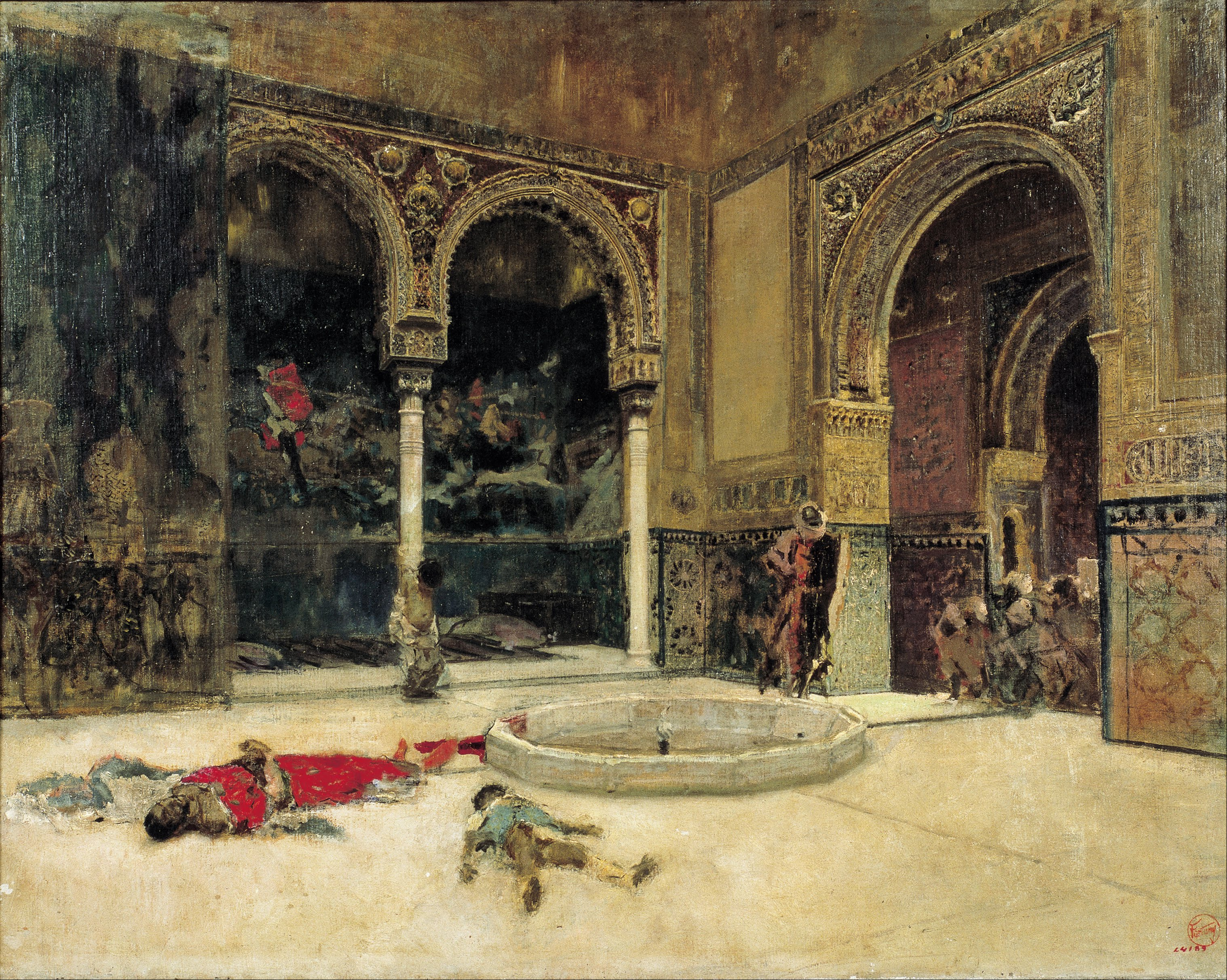
阿本塞拉赫斯厅的屠杀（La matança dels Abenserraigs），格拉纳达，约1870年，收藏于加泰罗尼亚国家艺术博物馆
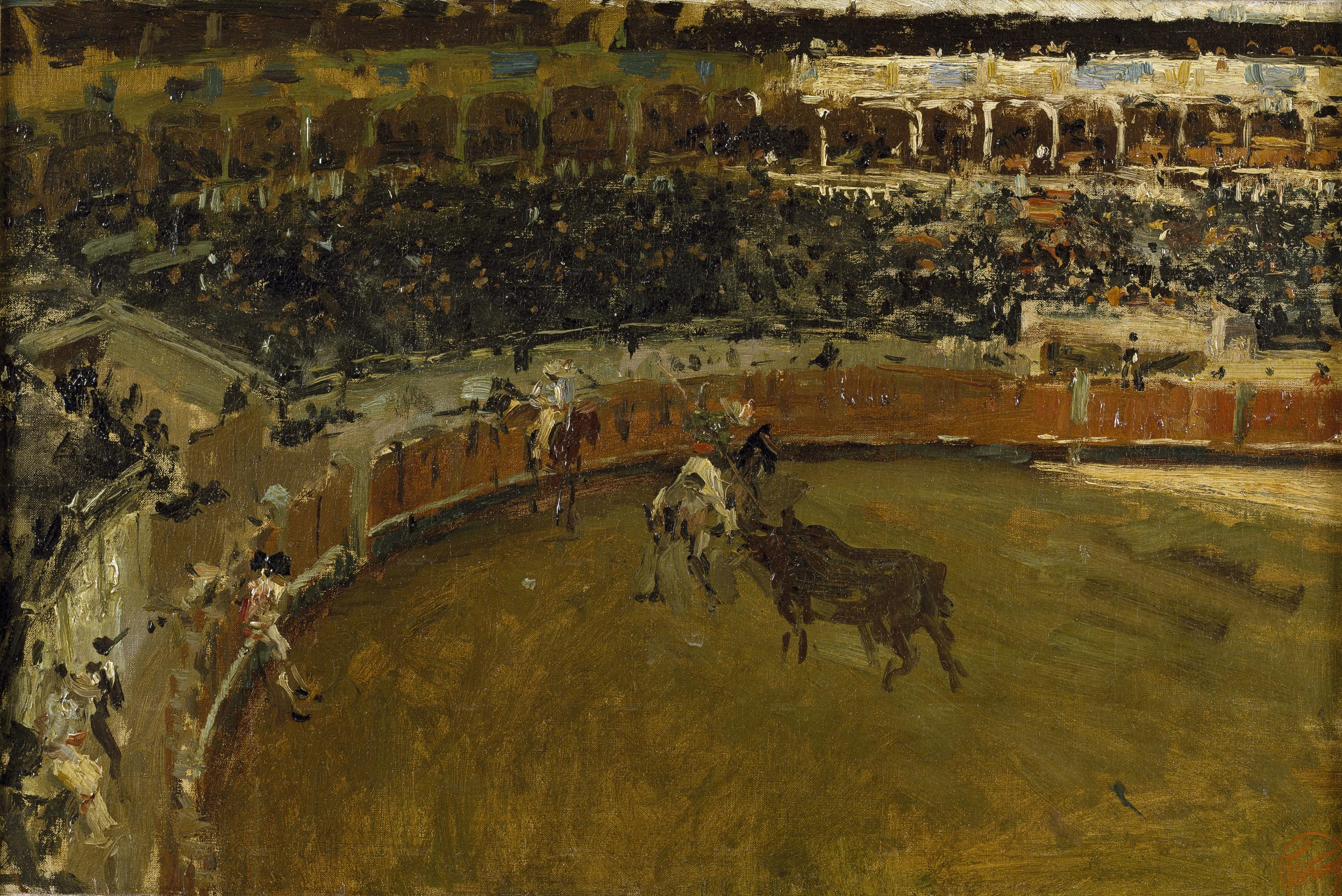
斗牛场（La corrida de toros），1870年，印象派风格，收藏于普拉多博物馆
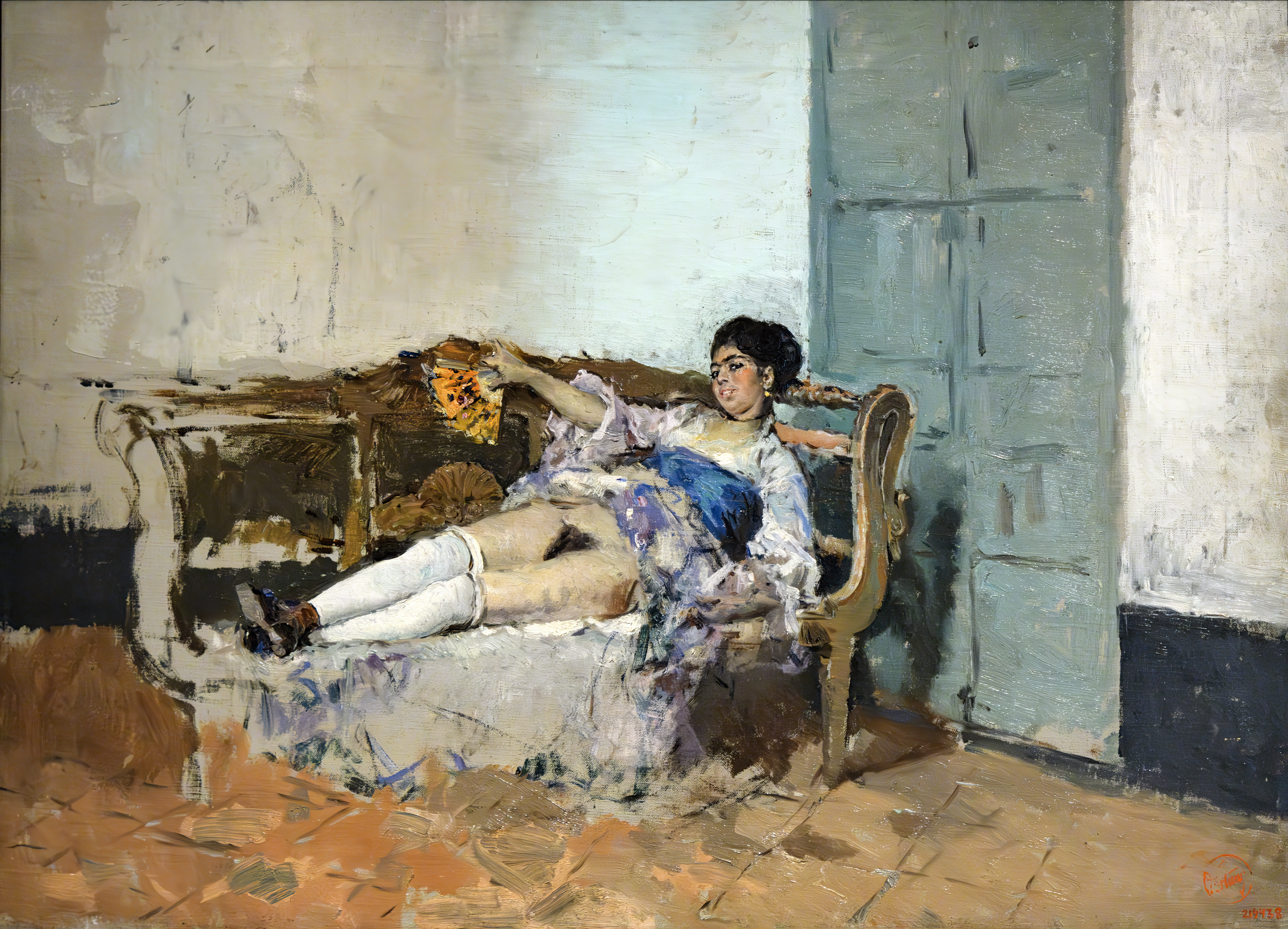
卡门·巴斯蒂安（Carmen Bastián），约1871年，收藏于加泰罗尼亚国家艺术博物馆

## 扩展阅读
- 本条目包含来自公有领域出版物的文本: Chisholm, Hugh (编). .  (第11版). London: Cambridge University Press. 1911.
- . 普拉多博物馆.   [2019-03-12]. （原始内容存档于2021-02-03）.